# 둥쓰역
둥쓰역(중국어: 东四站)은 베이징시 둥청구 징산 가도·둥쓰 가도·둥화먼 가도·차오양먼 가도 접경의 둥쓰 서대가·차오양먼 내대가·둥쓰 북대가·둥쓰 남대가 교차로에 위치한 베이징 지하철 5호선과 6호선의 환승역이다. 역명은 “둥쓰(东四)” 지명에서 따왔다. 6호선 둥쓰역이 처음 설계된 당시에는 “룽푸쓰역(隆福寺站)”이었다.

## 위치
이 역은 둥쓰 길목(东四路口), 즉 둥쓰 서대가-차오양먼 내대가(동서방향)과 둥쓰 북대가-둥쓰 남대가(남북방향) 교차로에 위치한다. 5호선역은 둥쓰 남·북대가 교차로 동쪽 아래를 따라 남북방향으로 배치되어 있다. 6호선역은 둥쓰 대가 남쪽 아래를 따라 동서방향으로 배치되어 있다. 두 역은 통틀어 "T"자형으로 배치되었다.

## 역 구조
5호선 역은 지하 3층역으로 가장 깊은 부분은 지상 27m이며, 섬식 승강장으로 설계되었으며 폭은 14m이다. 역의 총 길이는 197m이며, 양쪽 끝은 개착식, 중간은 굴착식으로 설계한 3중 3경간 프레임 구조로, 대합실의 폭은 26.2m, 매설구간은 단층 3아치 구조로 폭은 22.9m이다.
6호선 역은 지하 2층에 섬식 승강장으로 설계되었다. 상판은 13.5~14m, 하판은 34m 깊이로 베이징 지하철에서 가장 깊은 역이다. 본체는 3개 아치형 구조로 모두 굴착식 공법으로 시공되었으며, 총 길이 192.8m, 폭 23.3m, 유효 승강장 길이 158m, 승강장 폭 14m이다.
둥쓰역에는 통로 환승이 갖춰져 있는데, 6호선 승강장은 5호선 승강장 서쪽에 위치하고 있으며, 6호선 대합실에서 5호선 대합실까지 2개의 환승통로가 있으며 각각 60m와 110m이다. 출구는 5호선 4개, 6호선 3개가 있다.
| 지면층                | 출구                            | B-G출구                             |
| 지하 1층              | 5호선 대합실                    | 고객 센터, 자동발매기, 개집표기     |
| 지하 2층              | 6호선 대합실                    | 고객 센터, 자동발매기, 개집표기     |
| 지하 3층 5호선 승강장 | ←                               | ■ 5호선 텐퉁위안베이 방면(장쯔중루) |
| 지하 3층 5호선 승강장 | 섬식 승강장, 왼쪽 출입문이 열림 |                                     |
| 지하 3층 5호선 승강장 | →                               | ■ 5호선 쑹자좡 방면(덩시커우)       |
| 지하 4층 6호선 승강장 | ←                               | ■ 6호선 진안차오 방면(난뤄구샹)     |
| 지하 4층 6호선 승강장 | 섬식 승강장, 왼쪽 출입문이 열림 |                                     |
| 지하 4층 6호선 승강장 | →                               | ■ 6호선 루청 방면(차오양먼)         |

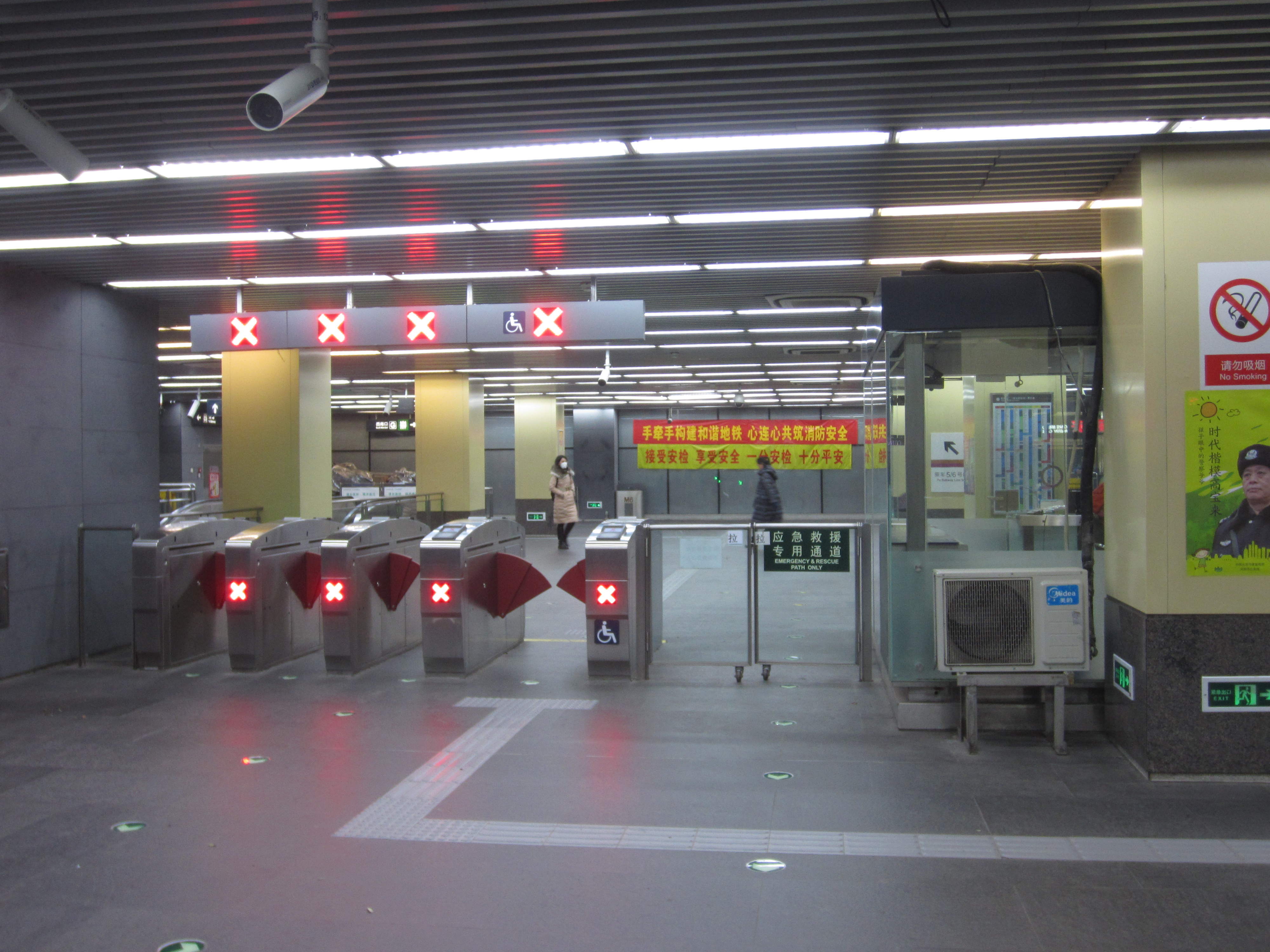
둥쓰역 5호선 대합실(2016년 11월)
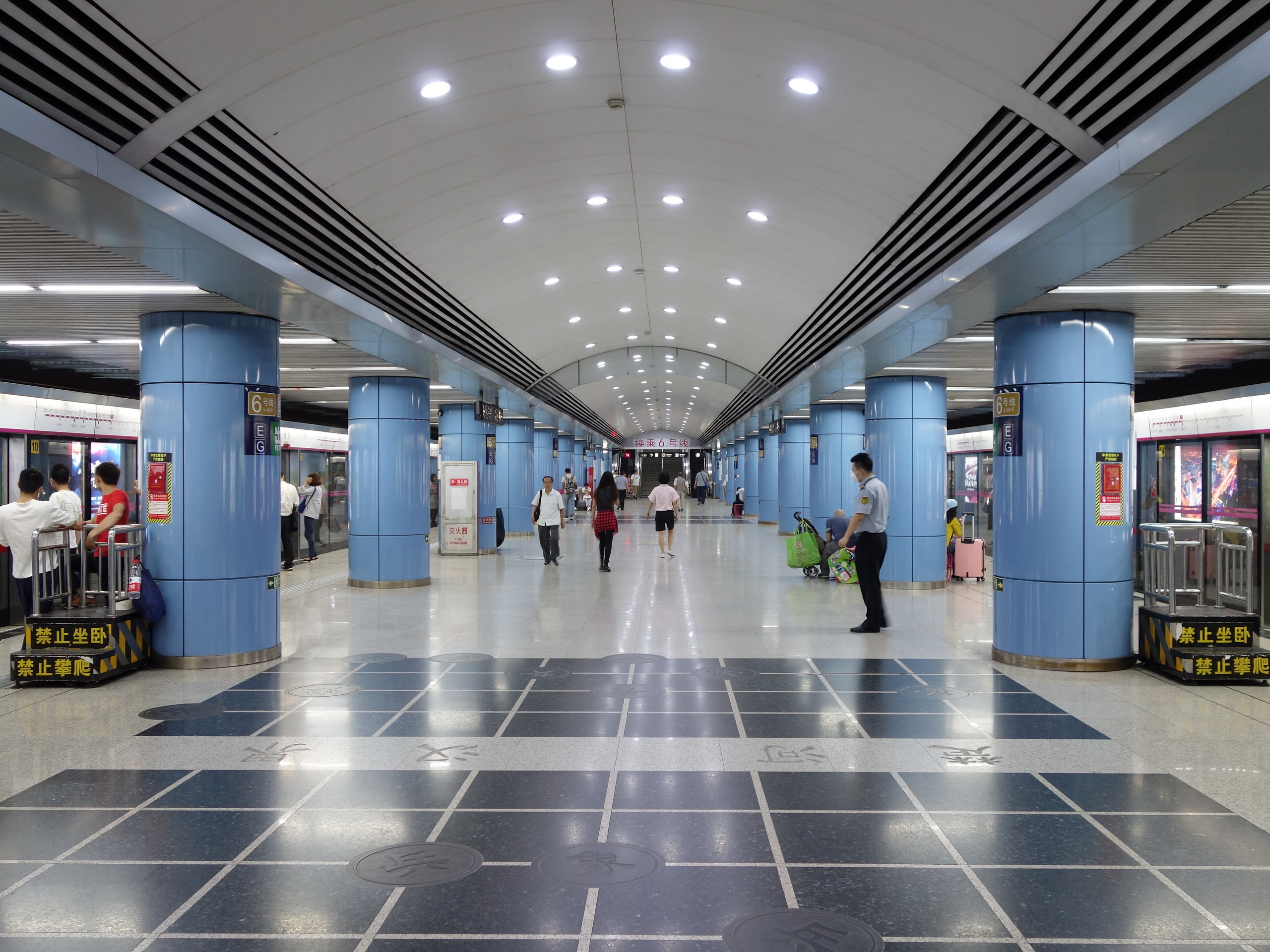
둥쓰역 5호선 승강장(2017년 9월)
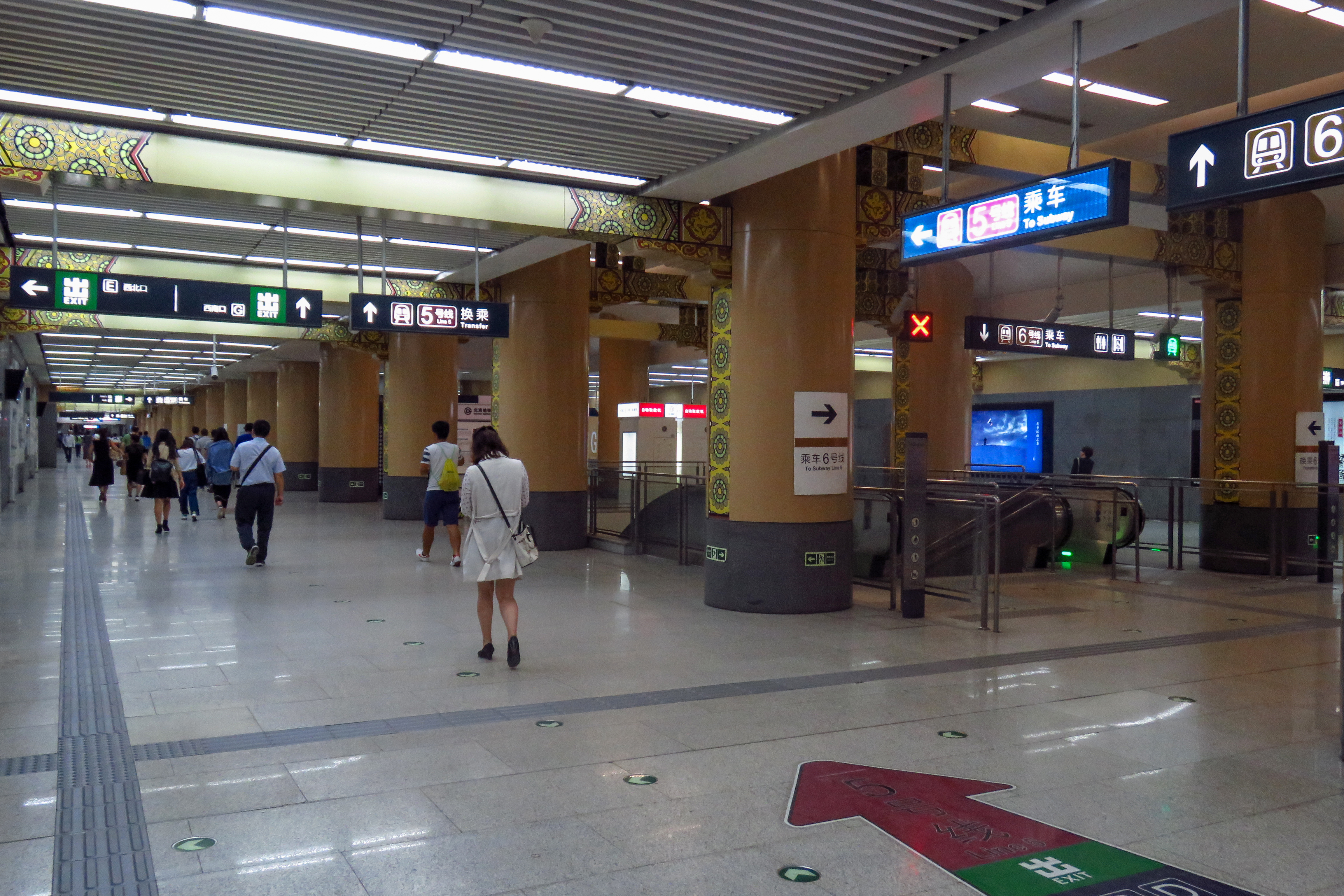
둥쓰역 6호선 대합실(2017년 9월)
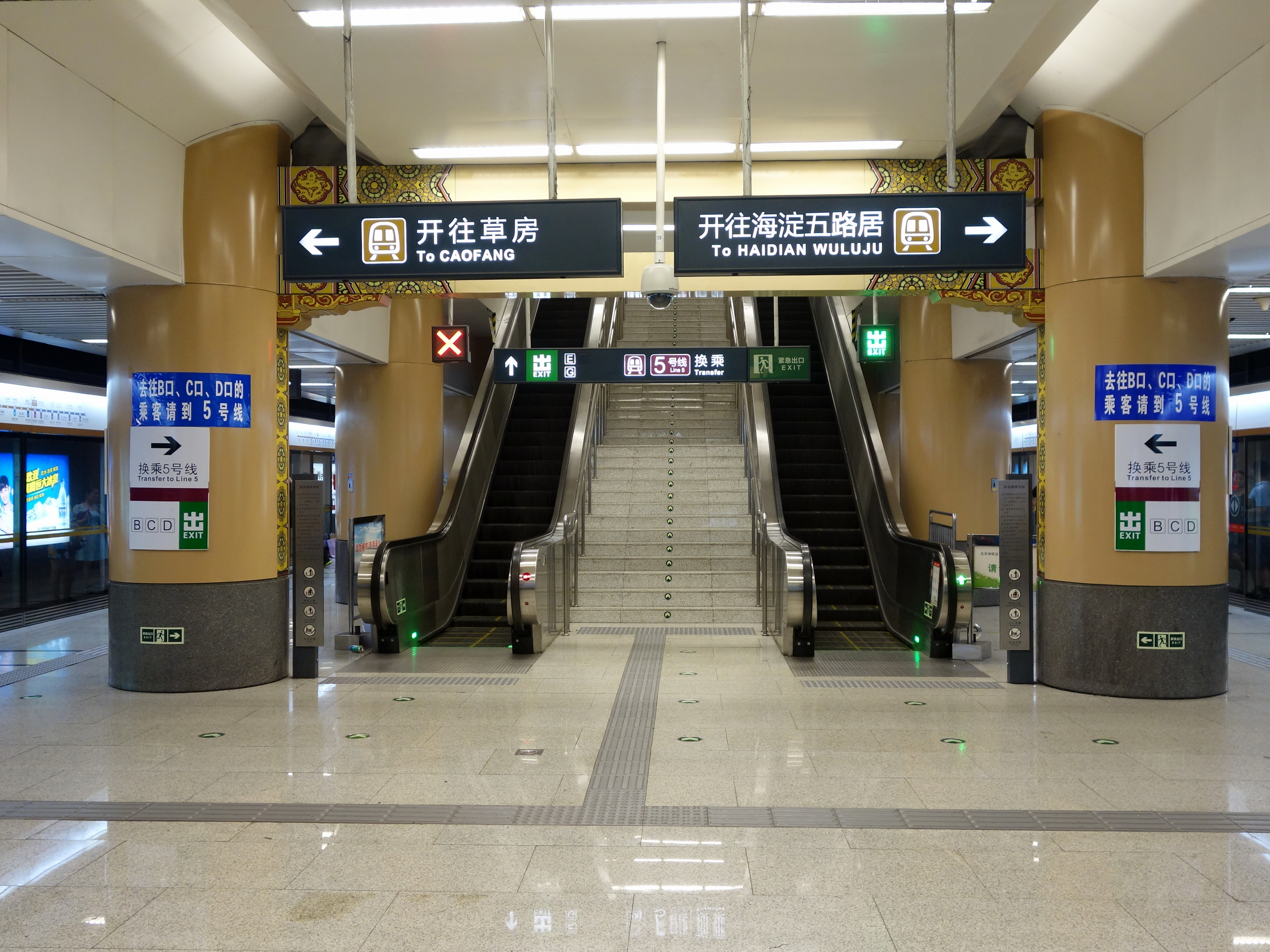
둥쓰역 6호선 승강장(2014년 7월)

## 출구
|                            |                               |      |
|                            |                               |      |
| 출구                       | 출구 인근                     | 사진 |
| 出口 · B                   | 둥쓰 북대가(东四北大街)       |      |
| 出口 · C                   | 차오양먼 남대가(朝阳门南大街) |      |
| 出口 · D                   | 둥쓰 서대가(东四西大街)       |      |
| 出口 · E                   | 둥쓰 서대가(东四西大街)       |      |
| 出口 · G                   | 둥쓰 서대가(东四西大街)       |      |
| 아이콘 설명: 휠체어 리프트 |                               |      |

## 장식
5호선 역은 옅은 파란색 색조로, 승강장 바닥은 다른 색의 대리석을 사용해 거대한 중국 장기판을 표현하여 옛 베이징 사람의 문화생활을 보여준다.  거대한 중국 장기판을 깔아 옛 베이징인들의 시정(市井)문화 생활을 보여준다.

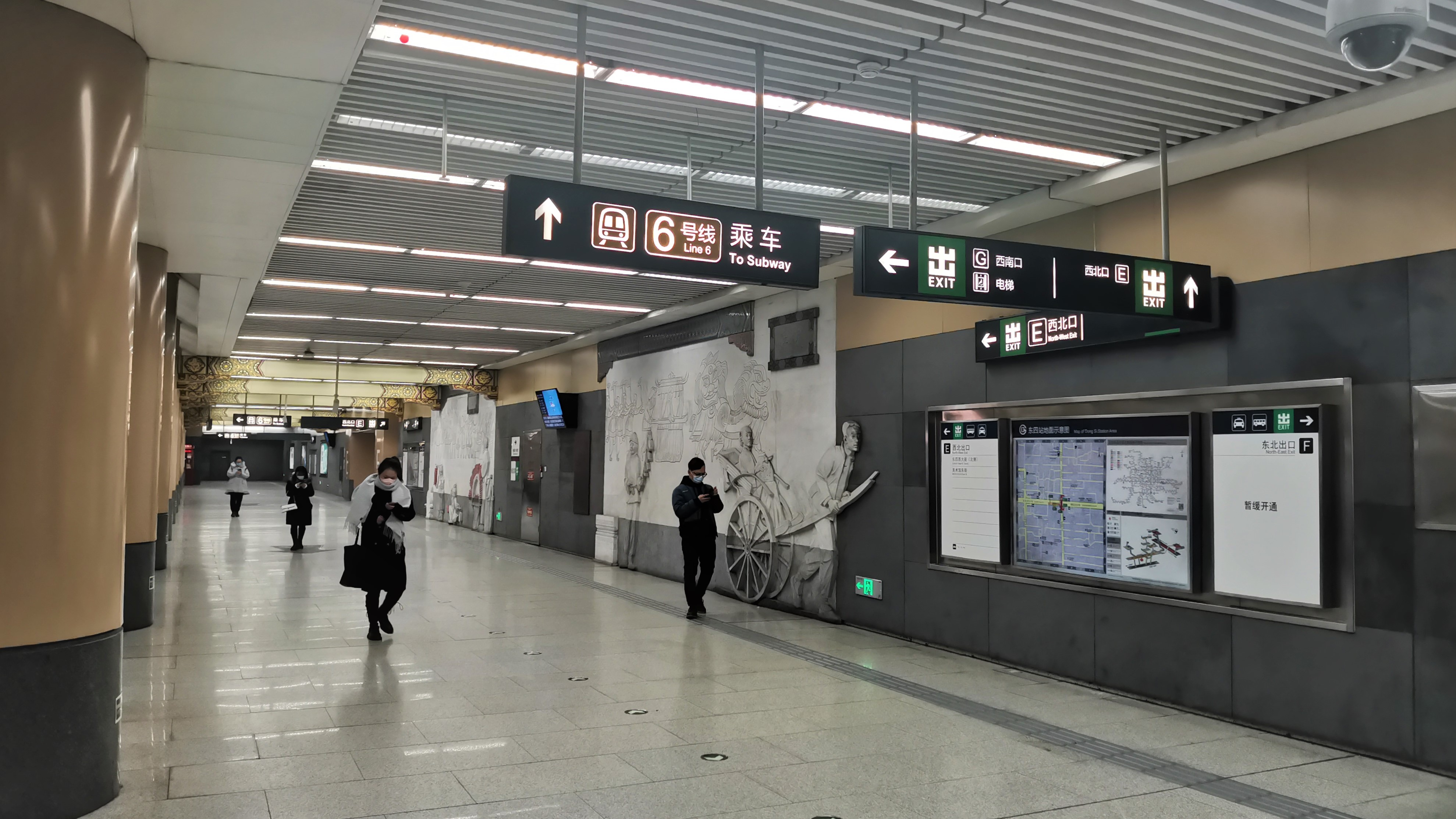
6호선 부조 벽화 《둥쓰의 기억》(좌측부)

6호선 역은 원목색의 패방 구조로 설계되었으며 장식은 둥쓰 지역의 문화적 특성을 표현하는데 중점을 두어 고대도시의 푸른 벽돌 요소를 벽면장식으로 사용하고, 대합실의 부조 벽화 《둥쓰의 기억(东四记忆)》은 과거를 묘사한 “대시가(大市街)” 아래 제국 도시의 생활을 묘사하여 东四牌楼의 옛 베이징 사람들의 지울 수 없는 추억을 재현하였다.

## 4선 환승
6호선 대합실 동쪽 끝은 5호선역과 연결되며, 서쪽 끝은 3호선 중국미술관역으로 가는 통로가 마련되어 있다. 이 계획에서 3호선 서단은 8호선 중국미술관역과 연결돼 4선 환승이 가능해진다. 그러나 이것은 5호선과 6호선, 6호선과 3호선, 3호선과 8호선 사이의 환승이 편리할 뿐, 다른 방향, 특히 5호선과 8호선 사이의 환승은 지나치게 멀어져, 6호선으로 갈아타는 것이 더 효율적이다. 이후 황성문화재 보호 등을 고려하여 3호선 장쯔중로 서쪽 노선을 핑안 대가로 바꾸면서 이러항 4선 환승 방안은 다시 실현되지 못했다.